# Dååth
Daath o DÅÅTH (antes conocidos como Dirtnap o Dirt Nap) es una banda de cinco integrantes de Atlanta, Georgia. Ellos incorporan thrash metal, black metal y death metal a su música, con una clara influencia industrial. Su trabajo es fuertemente influenciado por el Da'at y la Kabbalah. DÅÅTH, sin embargo, no muestra una directa afiliación religiosa en su música.

## Historia
DÅÅTH empezó con Eyal Levi, Mike Kameron y Sean Farber, quienes habían tocado en diferentes bandas desde la secundaria. Los tres amigos asistieron a la Berklee College of Music en Boston. Eventualmente, dejan la escuela para concentrase completamente en hacer música.
El primer álbum de DÅÅTH, Futility, fue lanzado independientemente el 2004. Su debut en Roadrunner Records, The Hinderers, fue lanzado el 20 de marzo de 2007. DÅÅTH lanzó dos videos musicales del álbum The Hinderers. El primero fue "Festival Mass Soulform", que fue creado para que Roadrunner Records ganara interés en firmarlos. El segundo video, "Subterfuge", fue lanzado el 28 de febrero de 2007.
El 22 de marzo de 2007, DÅÅTH fueron confirmados para tocar en el segundo escenario del Ozzfest.

## Miembros
- Sean Z – voz
- Eyal Levi – guitarra
- Jeremy Creamer – bajo
- Emil Werstler – guitarra
- Kevin Talley – batería

### Miembros anteriores
- Corey Brewer – batería
- Sam Cuadra – guitarra
- Cristian Broudissond – batería
- Sean Ferber-voz

## Discografía
- Futility (2004)
- The Hinderers (2007)
- The Concealers (2009)
- Daath (2010)